# Schwedische Badmintonmeisterschaft 1996
Die Schwedische Badmintonmeisterschaft 1996 fand im Februar 1996 statt.

## Sieger und Finalisten
| Disziplin    | Gold                              | Silber                          |
| ------------ | --------------------------------- | ------------------------------- |
| Herreneinzel | Jens Olsson                       | Tomas Johansson                 |
| Dameneinzel  | Marina Andrievskaia               | Margit Borg                     |
| Herrendoppel | Peter Axelsson Pär-Gunnar Jönsson |                                 |
| Damendoppel  | Astrid Crabo Susann Jacobsson     |                                 |
| Mixed        | Peter Axelsson Catrine Bengtsson  | Jan-Eric Antonsson Astrid Crabo |